# Robert Dahl

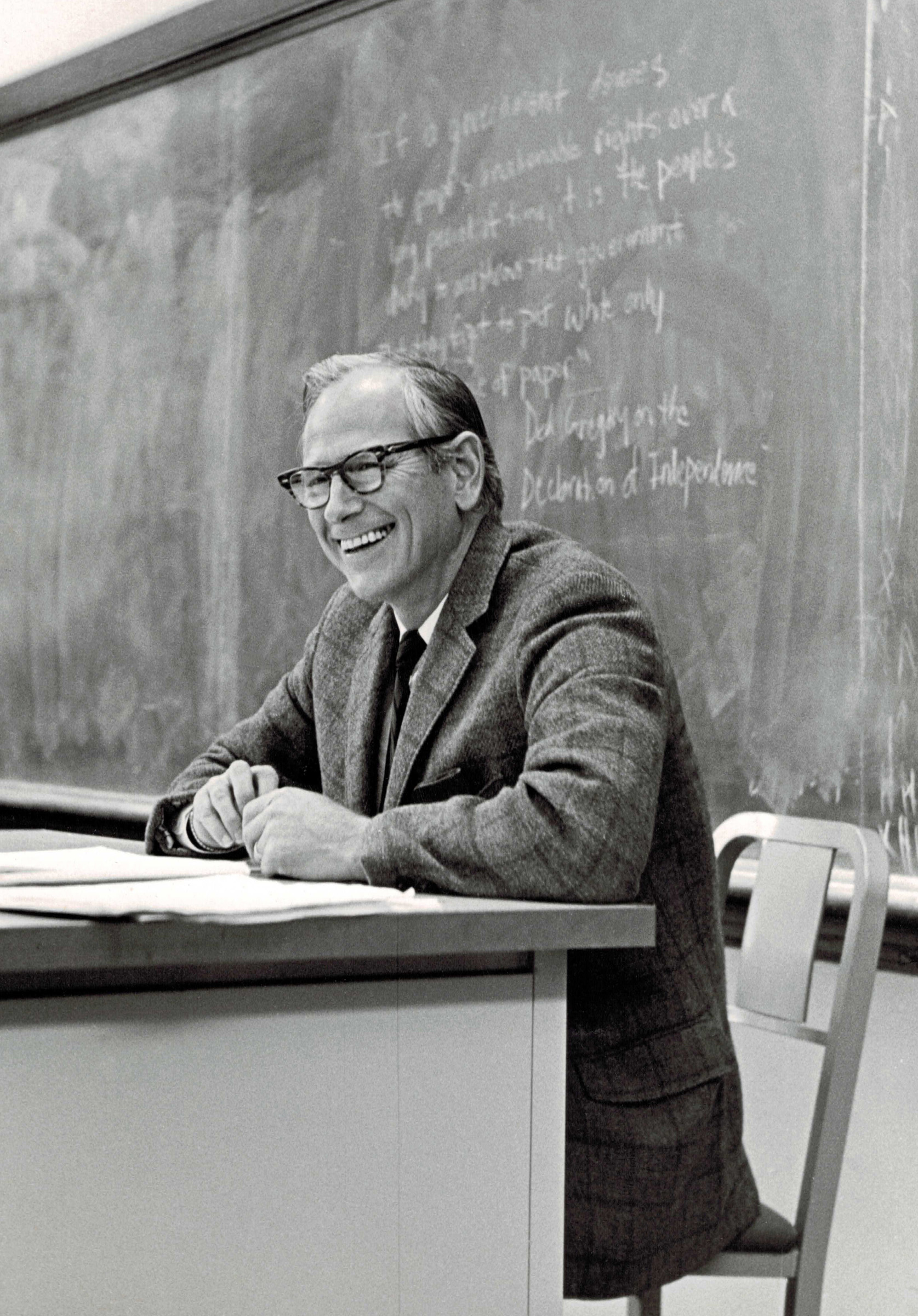
Robert Dahl

Robert Alan Dahl (Inwood (Iowa), 17 december 1915 – Hamden, 5 februari 2014) was een Amerikaanse hoogleraar politieke wetenschappen aan de Yale-universiteit. Hij heeft in de jaren zestig van de twintigste eeuw een politicologische discussie gehad met C. Wright Mills betreffende de wijze waarop de macht in de Verenigde Staten verdeeld is. 
Mills zag hierin een rol weggelegd voor het elitisme, hetgeen betekent dat de Amerikaanse regering onder invloed staat van een selecte groep mensen met machtsinvloed, de elite. Dahl reageerde hierop met de stelling dat er veel verschillende elites zijn die invloed uitoefenen en dat deze elites met elkaar concurreren en compromissen sluiten. Dit standpunt van Dahl staat ook wel bekend als het pluralisme.
Het bekendste werk van Dahl is het boek Who governs (1961) waarin hij de bestuurslaag van New Haven bestudeert en hiermee zijn stelling probeert aan te tonen. Enkele conclusies in dit boek zijn dat de macht is gespreid over verschillende groepen en dat er geen sprake is van een gelijkheid van burgers, maar dat de maatschappij georganiseerd is in verspreide ongelijkheden.
In Democracy and Its Critics (1989) signaleert Dahl de voortdurende neiging van de "weldenkende" elite om de wil van het "onkundige volk" te overrulen. Sinds het enkelvoudig algemeen kiesrecht een gegeven is doet ze dat, door de gekozenen en hun regering onder de voogdij van niet-gekozenen, zoals rechters, te plaatsen. De democratie maakt zo plaats voor juristocratie.